# 1605년
1605년은 토요일로 시작하는 평년이다.

## 연호
- 명(明) 만력(萬曆) 33년
- 일본(日本) 게이초(慶長) 10년
- 후 레 왕조(後黎朝) 호앙딘(弘定) 6년
- 막 왕조(莫朝) 끼엔통(乾統) 13년

## 기년
- 류큐(琉球) 쇼네이왕(尚寧王) 17년
- 명(明) 신종 만력제(神宗 萬曆帝) 33년
- 조선(朝鮮) 선조(宣祖) 38년
- 후 레 왕조(後黎朝) 경종(敬宗) 6년

## 사건
- 5월 16일 - 교황 바오로 5세, 233대 로마 교황 취임.
- 8월 8일 - 스웨덴의 카를 9세가 핀란드의 도시 오울루를 세우다.

## 문화
- 세르반테스 돈키호테를 출판.
- 프랑스의 스트라스부르에서 크리스마스 트리가 처음 사용되었다

## 사망
- 10월 15일 - 무굴 제국 3대 황제 악바르